# Nizina Nadkaspijska

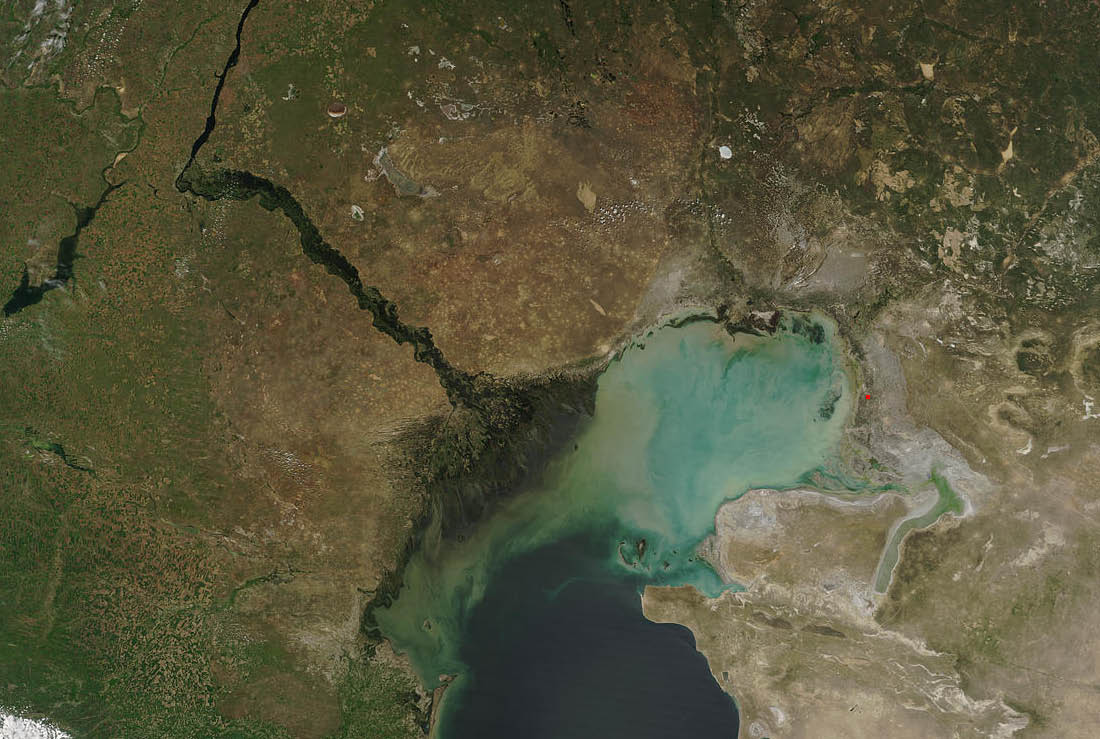
Nizina Nadkaspijska położona przy północnym brzegu Morza Kaspijskiego – zdjęcie satelitarne

Nizina Nadkaspijska (ros. Прикаспийская низменность – Prikaspijskaja nizmiennost’) – rozległa nizina w południowo-wschodniej części Niziny Wschodnioeuropejskiej w Rosji i Kazachstanie.
Nizina ciągnie się wzdłuż północnego wybrzeża Morza Kaspijskiego. Otoczona jest przez wyżyny: Nadwołżańską i Jergeni na zachodzie oraz Obszczyj Syrt na północy, a także przez góry Mugodżary i wyżynę Ustiurt na wschodzie. Powierzchnia wynosi około 200 tys. km², z czego ponad 50% stanowi depresja. Jest to największy pod względem powierzchni obszar depresyjny w Europie i Azji. Najniższy punkt, brzeg jeziora, położony jest 28 m p.p.m. 
Nizina Nadkaspijska zajmuje nieckowate obniżenie dawnego dna tzw. Morza Chwalińskiego (starszy czwartorzęd), zaścielone osadami gliniasto-piaszczystymi. Jej powierzchnia jest równinna, z nielicznymi odosobnionymi wzniesieniami (do 149 m n.p.m.), pocięta szerokimi dolinami Wołgi, Uralu i Emby oraz szeregu małych wysychających latem rzek. Występują tu liczne słone jeziora (największe Baskunczak i Elton) oraz solniska i słone bagna. 
Klimat umiarkowany kontynentalny, suchy (do 200–350 mm opadów rocznie). Gleby półpustynne zasolone, przeważają półpustynie, miejscami roślinność trawiasta.
Eksploatowane są tu złoża ropy naftowej i gazu ziemnego (nad Embą), soli kamiennej i soli potasowej (w jeziorach). Jest to rejon hodowli owiec i wielbłądów. Wzdłuż rzek rozwinięte jest warzywnictwo i sadownictwo.
Zaludnienie poniżej 10 os./km², głównie Rosjanie i Kazachowie.
W północnej części niziny znajduje się Rezerwat przyrody „Bogdinsko-Baskunczakskij”, w północno-zachodniej Rezerwat „Czarne Ziemie”.